# Пісковий годинник

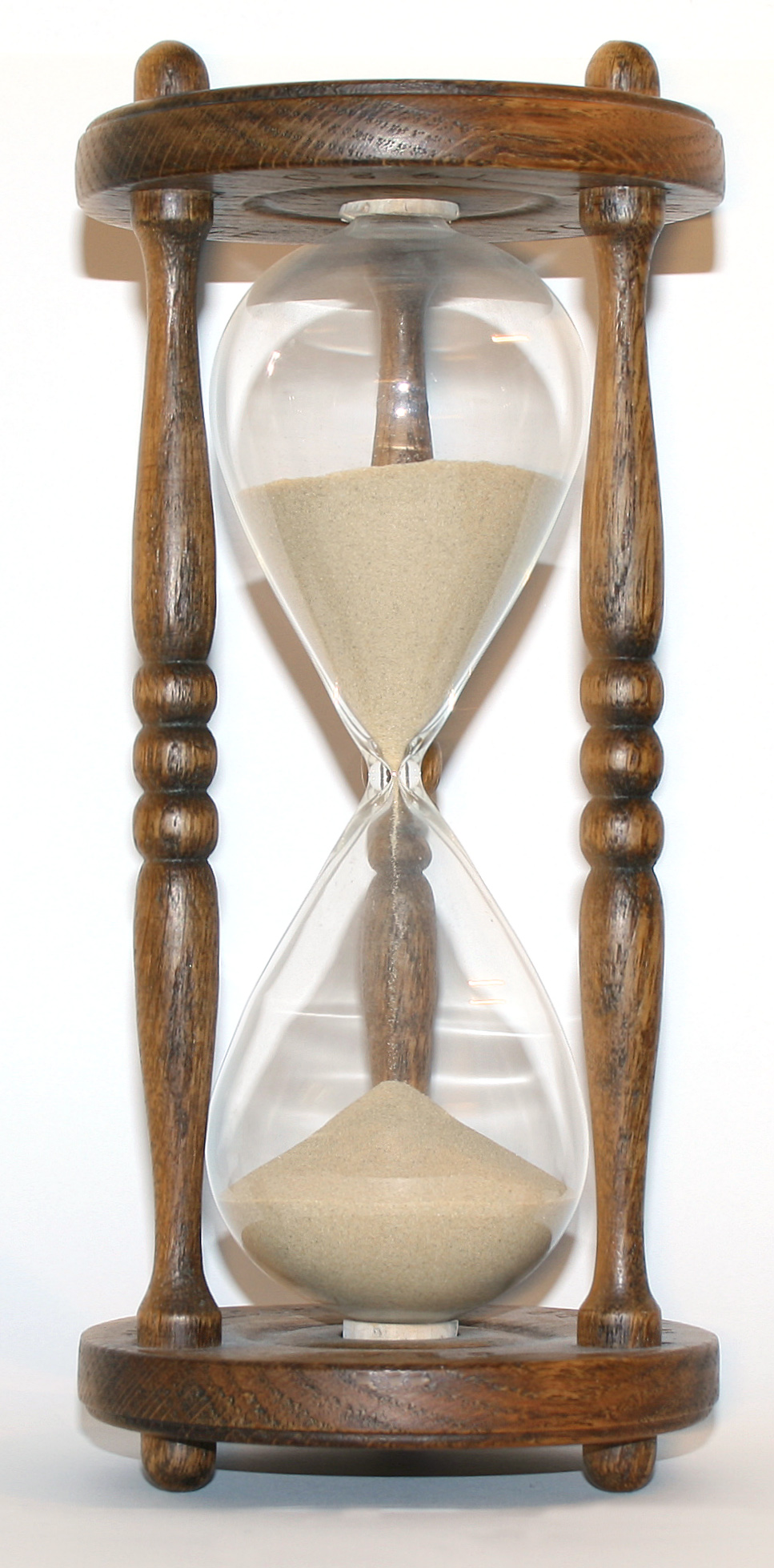

Піскови́й годи́нник — пристрій для вимірювання часу, що складається з двох (зазвичай скляних) посудин, сполучених вузькою горлоподібною трубкою. Трубка пропускає певний об'єм піску за певний проміжок часу. Час, за який пісок пересипається з однієї половини годинника в іншу, може становити від кількох секунд до майже доби. Є дані, що конструкція піскового годинника була відома ще 1500 років до н. е. З часів Середньовіччя піскові годинники набувають дедалі більшого поширення в мореплавстві, богослужіннях та інших видах людської діяльності.
В операційній системі Microsoft Windows символ піскового годинника біля курсора мишки означає, що система виконує певну операцію.
У журналістиці термін «Пісковий годинник» розуміють, як комбінацію «перевернутого конуса» і звичайного. На початку повідомлення подається найважливіше — ядро, потім «зі слів очевидців», «за даними прес-служб» і т. д. Подається те, що відбувається у хронологічному порядку. Повідомляється про надзвичайну ситуацію.

## Історія

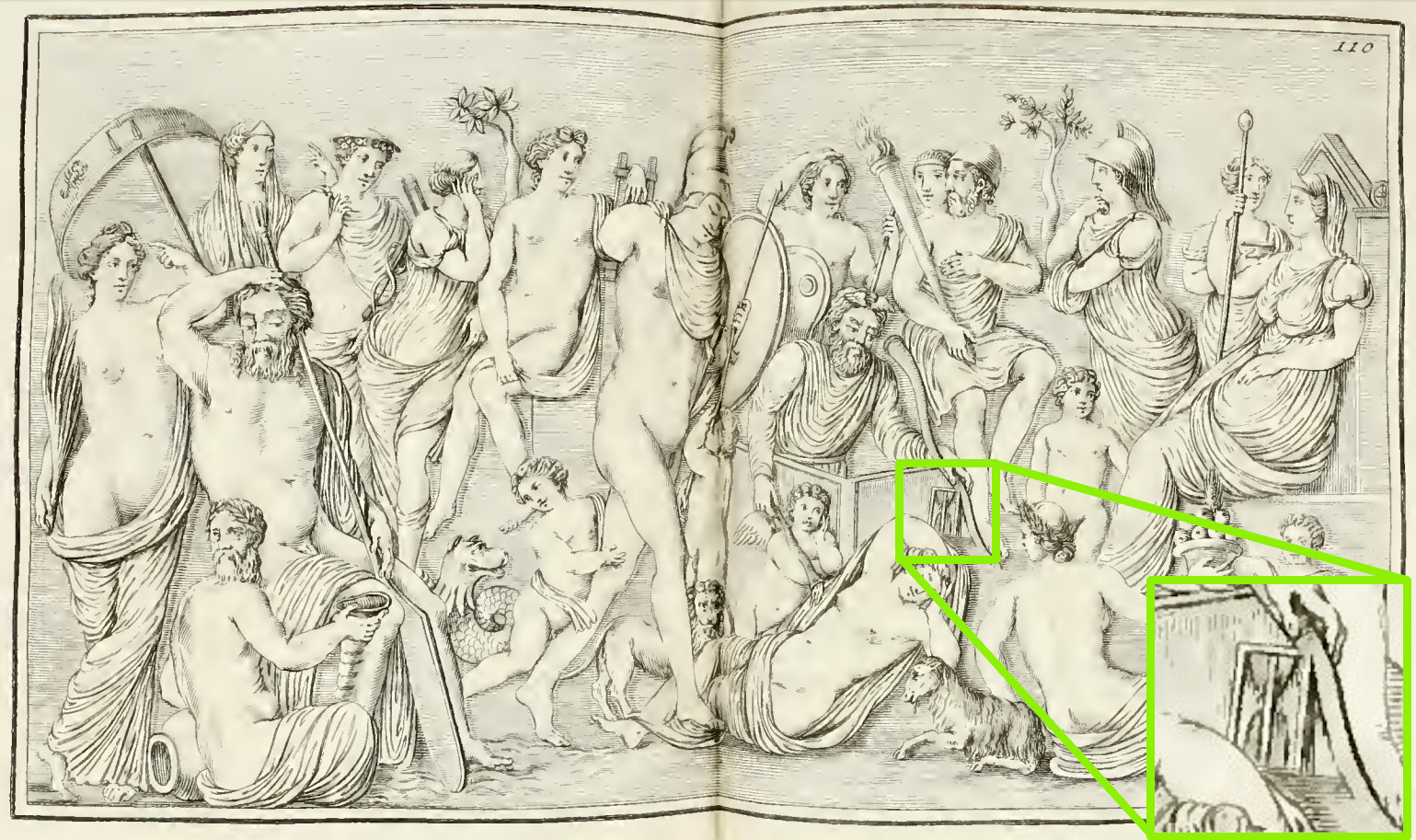
Зображення на саркофазі датованому 350 р. н. е., на якому зображено весілля Пелея і Фетіди (див. на збільшену частину із пісковим годинником, який у руках тримає Морфей)

### Античні часи
За даними Американського інституту Нью-Йорка, клепсамію або пісковий годинник винайшли в Олександрії приблизно 150 р. до н. е. Відповідно до журналу Journal of the British Archaeological Association так звану клепсамію використовували до часів св. Єроніма (335 н. е.), і перше втілення піщаного годинника було знайдено у саркофазі, вік якого датується з 350 р. н. е., на якому зображено весілля Пелея і Фетіди, який було відкрито в Римі в 18-му столітті, і досліджено Йоганном Вінкельманом в 19-му столітті, який відзначив піщаний годинник, що в своїх руках тримав Морфей.

### Повторна поява в ранньому середньовіччі

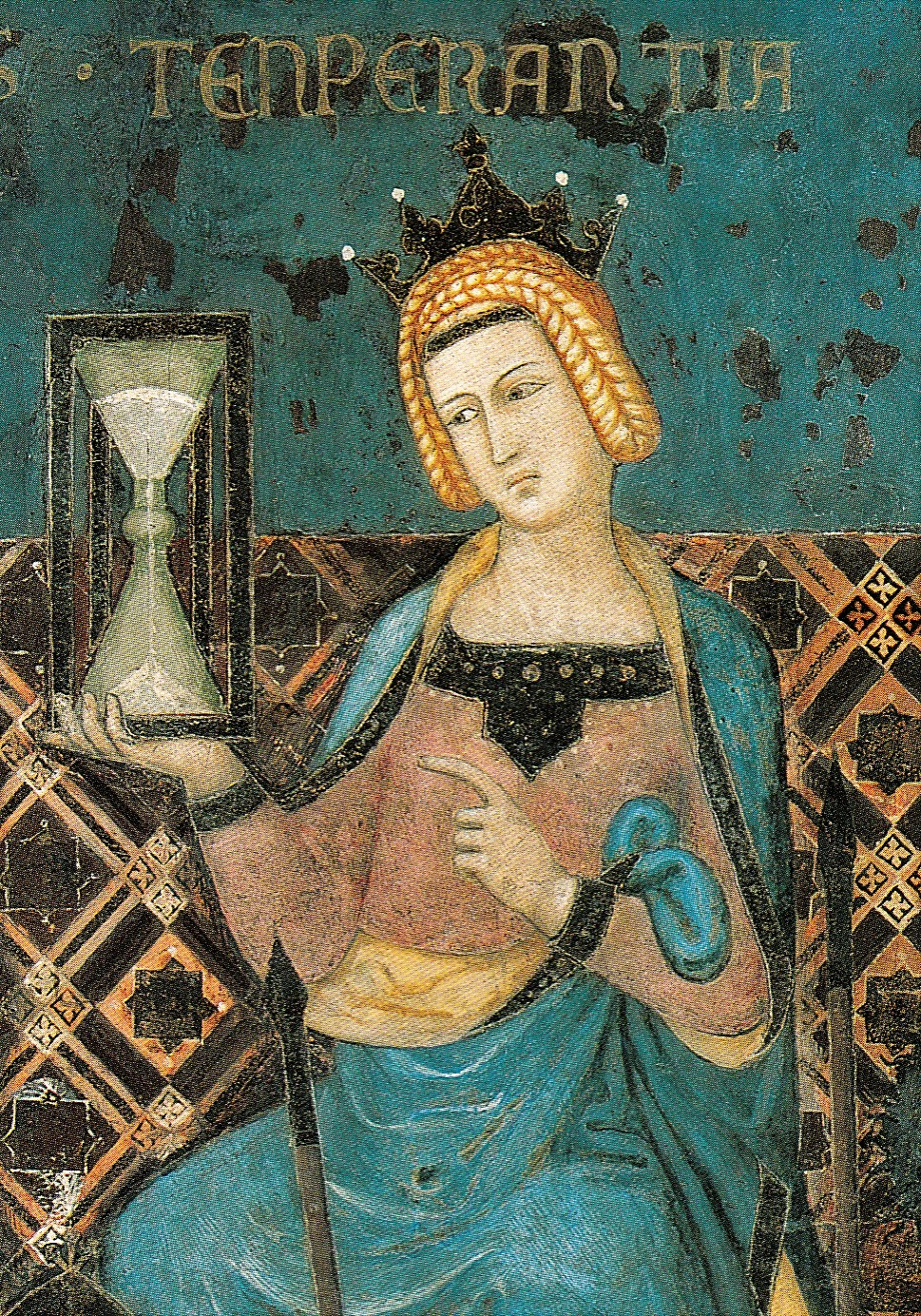
Помірність тримає пісковий годинник; деталь картини Лоренцетті Алегорія доброго правління, 1338

Не існує жодних згадок про те, чи існував пісковий годинник в Європі до раннього середньовіччя, так само як і винайдення в Стародавній Греції; перший підтверджений доказ з'являється в 8-му столітті н. е., і був створений франкським монахом на ім'я Лютпранд, що служив у соборі в Шаратрі, Франція Але лише в 14-му столітті піскові годинники стали широковживані, найпершим впевненим доказом є зображення фрески 1338 р. Алегорія доброго правління Амброджо Лоренцетті..
Використання морського піскового годинника описується з 14-го століття. Письмові згадки про це здебільшого присутні в бортових журналах Європейських кораблів Найраніша письмова згадка про морський піщаний годинник, про яку можна сказати з упевненістю датована 1345 роком, міститься у квитанції Томаса де Стетешама, службовця королівського корабля Ла Джордж, за правління Едуарда III в Англії; у перекладеній з латини квитанції сказано:
«Томас повідомляє, що у Лесклуї, Фландрії сплатив за дванадцять піщаних годинників („pro xii. orlogiis vitreis“), ціною 4½ гроса кожен, або 9 шилінгів стерлінговим сріблом. Елементи для чотирьох годинників такого ж типу („de eadem secta“) купив там само за ціною п'ять гросів кожен, тобто 3 шилінги 4 пенси».
Морські піскові годинники були дуже популярні на кораблях, оскільки були найнадійнішим інструментом вимірювання часу в морі. На роботу піщаного годинника, на відміну від клепсидри, рух корабля під час плавання не впливав. Те, що в такому годиннику використовували гранульовані матеріали замість рідких, дало змогу здійснювати точніші вимірювання, адже клепсидра накопичувала конденсат в середині під час змін температур. Моряки встановили, що пісковий годинник давав змогу визначити довготу, відстань на схід або на захід від конкретної точки шляху з достатньо великою точністю. Досі на флоті збереглася традиція відмірювання часу «склянками»: первісно для цього використовували півгодинні піскові годинники. Інші, 28- і 14-секундні, використовували при вимірюванні швидкості за допомогою простого лага.
Піщаний годинник набув популярності й на суші. Оскільки у вжиток стали входити механічні годинники для вказування часу подій, наприклад служіння в церкві, виникла «необхідність стежити за часом», і попит на засоби вимірювання часу зріс. Піщані годинники були порівняно не дорогі, оскільки їх виготовлення було технологічно нескладне і деталі для них були доступні, отож, розвинулося виробництво і використання цих інструментів.
Піскові годинники часто використовували в церквах, вдома, і на робочих місцях для вимірювання часу проповідей, часу приготування страв, і час проведений на перервах від роботи. Оскільки їх почали використовувати для більшої кількості повсякденних задач, розмір піскового годинника почав зменшуватися. Менші моделі були практичніші і дуже популярні, оскільки вони зробили вимірювання часу більш дискретним.
Після 1500, піщані годинники перестали бути поширеними як раніше. Це було пов'язано з розвитком механічних годинників, що стали точнішими, меншими і дешевшими, і дозволили відслідковувати час легше. Піщані годинники, тим не менш не зникли повністю. Хоча вони стали менш корисними із розвитком годинникових технологій, піщані годинники годинники продовжували мати попит. Найстаріший відомий піщаний годинник, що зберігся зберігається в Британському музеї в Лондоні.
Лише в 18-му столітті Джон Гаррісон із своїм сином Джеймсом, винайшли морський хронометр, що значно перевищив стабільність піщаних годинників на морі. Запозичивши елементи із логіки дизайну піскового годинника, вони зробили морський хронометр ще в 1761 році. Він зміг точно виміряти подорож із Англії до Ямайки маючи точність до п'яти секунд.

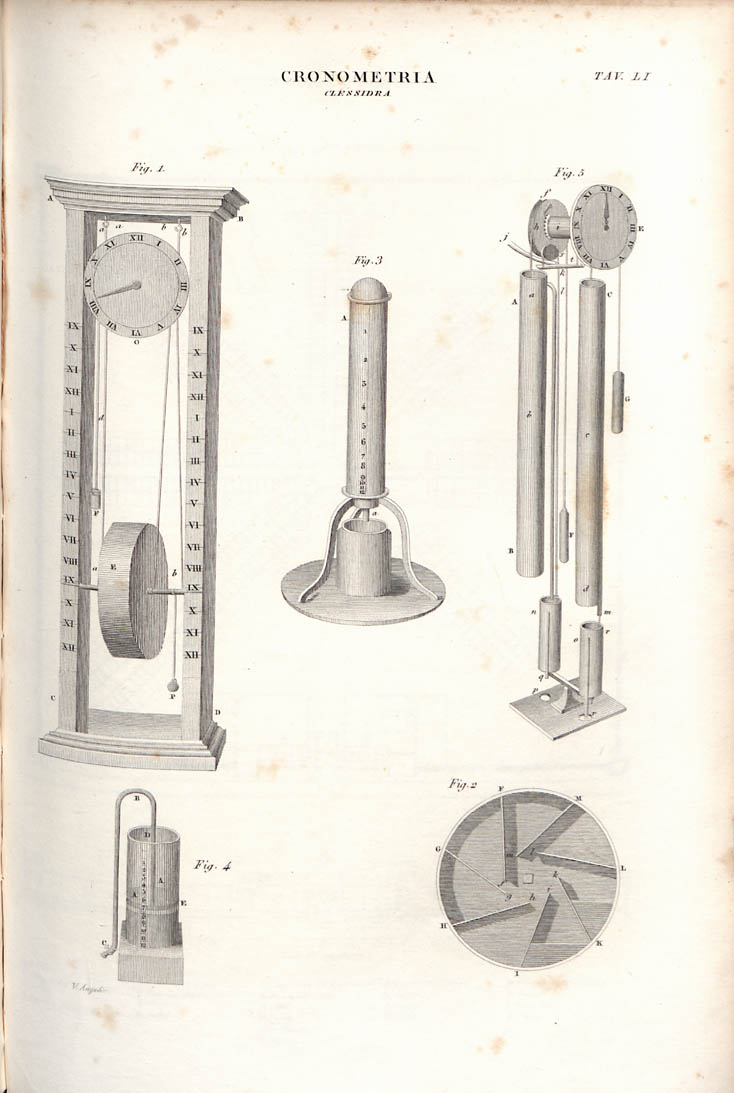
Піщаний годинник 19-го століття

## Конструкція
Існує не так багато письмових свідчень, які б пояснювали чому форма годинника є такою. Скляні колби, які використовували, змінювали з часом свій вигляд і конструкцію. Хоча переважно вони мали форму ампули, колби не завжди були суцільно поєднані. Перші піскові годинники мали окремі колби із шнуром, що поєднував їх, який потім покривали воском, щоб конструкція трималася разом і пропускала пісок між собою. Це було до 1760, доки обидві колби не були видуті разом, щоб не допускати вологу в колби і регулювати тиск в середині, який змінювався через перетікання піску.

## Матеріали
Хоча деякі перші піщані годинники насправді використовували пісок як гранульовану суміш, щоб вимірювати час, багато з них не використовували пісок. Матеріал, який використовували в багатьох із них був поєднанням «подрібненого в порошок мармуру, оксиду свинцю або олова, і перетертої в порошок спаленої яєчної шкарлупи». З часом було випробувано різні текстури гранульованого матеріалу, щоб досягти найбільш стабільного потоку гранул в колбах. Пізніше було встановлено закономірність, що для досягнення ідеального пересипання треба, щоб співвідношення розміру крупинки гранули до ширини отвору в горловині годинника становило 1/12 або більше, але не більше ніж 1/2 горловини колби.

## Практичне використання

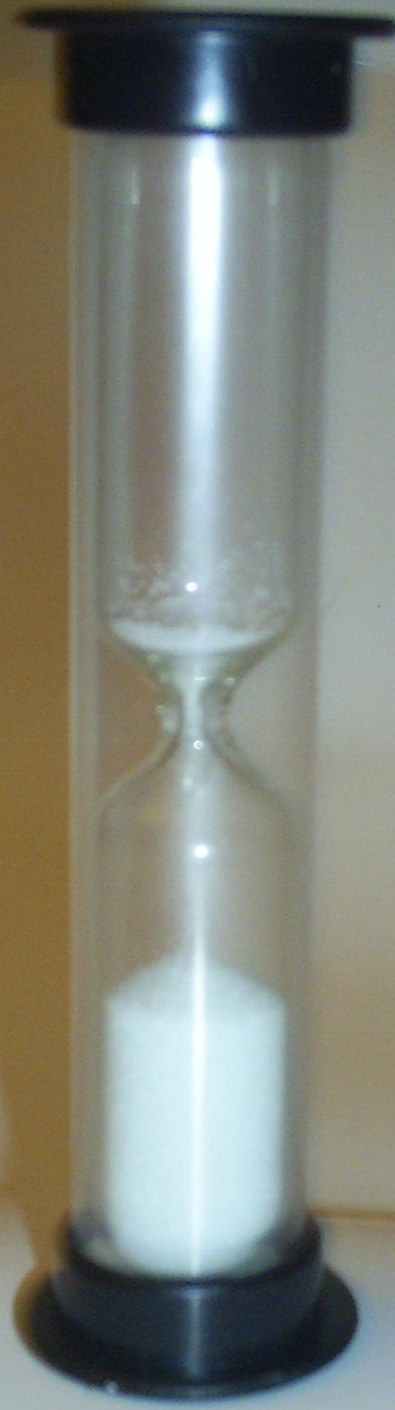
Трихвилинний таймер для відварювання яєць

Піщані годинники раніше були надійними і точними пристроями вимірювання часу. Швидкість падіння піску не залежить від кількості його у верхньому резервуарі, а інструмент не замерзне під час холодної погоди. Починаючи з 15-го століття піскові годинники використовували у різноманітних галузях: на морі, в церквах, на виробництві і в кулінарії.
Під час морського плавання Фернанда Магеллана довкола земної кулі, 18 піщаних годинників із Барселони знаходилися у корабельному інвентарі, після того як подорож була уповноважена імператором Карлом V. Задачею корабельного пажа було перевертати годинники і таким чином забезпечувати відлік часу у корабельному журналі. Початком відліку для навігації був полудень, що не залежить від піщаного годинника, як момент коли сонце знаходитиметься в зеніті. Декілька піщаних годинників могли закріплювати на фіксованій спільній рамі, де кожен з годинників відраховував різний інтервал часу, як наприклад чотиристоронній італійський піщаний годинник із 17-го століття, що знаходиться в колекції Музею Науки, в Південному Кенсінгтоні, Лондон, який міг вимірювали інтервали в чверть, половину або три чверті однієї години (який також використовували в церквах, щоб священники і служителі могли вимірювати довжину проповідей).